# 周书楷
周書楷（1913年8月21日—1992年7月31日），中華民國外交家，湖北安陆人。

## 早年
周于1931年考入国立中央大学政治系，毕业后初就业于民间机构中国国际联盟同志会，1938年进入中华民国外交部，赴英国伦敦使馆任学习员。在英国期间，周先后毕业于伦敦大学和剑桥大学。
1945年12月，周奉调回国，后出任国共美三人谈判小组中美国政府特使马歇尔的翻译。1949年，周随中华民国外交部播迁台湾。1965年，周被任命为中国驻美大使，他是第一个没有博士学位的中华民国驻美大使。1970年，他促成蒋经国访问美国。
1970年，彭明敏成功逃亡後。中華民國政府曾試圖阻撓彭明敏前往美國，1970年8月，周書楷向外交部極密電報告，他拜訪副助理國務卿布朗（Winthrop G.Brown）的談話。布朗謂倘美政府不准彭入境，美方輿論不僅批評美政府，且亦將攻訐貴國政府，周書楷竟然答說：「此事就美政府言，應從大處著眼，以兩國邦交為重，至於美國內之批評瞬即消逝。就我政府言，欲攻擊我者縱然毫無事故，亦可任意毀謗，故我寧可使彭不能來美而遭抨擊。」:124唯最終彭明敏仍於1970年9月成功抵達美國。

## 外交部長
1971年，接替魏道明出任中华民国外交部部长。甫一就任的周書楷，即要面對聯合國的中國代表權爭奪戰。
美國在會前與台北方面交涉協商多時，打算以雙重代表權保住台北在聯合國的席次代表，但是美國為拉攏中华人民共和国制衡蘇聯，而替中华人民共和国加入联合国宣传，又派遣国务卿基辛格秘密前往北京与周恩来商量入联事宜，导致大批原本支持中华民国的国家倒戈中华人民共和国。中华民国政府於9月率团出席紐約联合国大会，另一方面美國在每年都將中國代表權一案列為「重要問題」在1971年沒有闖關成功，分段表決案也在表決中被否決。10月25日，在聯合國大會通过联合国2758号决议之前数小时，周书楷代表中華民國政府宣布中华民国退出联合国。截至1972年，中華民國一共與29個國家斷交，最重要的當屬日本。

## 晚年
退出聯合國事件之后，周書楷返台，时任行政院长蒋经国亲自接机。隔年內閣改組，外交部長一職即由外交重臣沈昌煥再次出任，周轉任政务委员。1978年出任中华民国驻教廷大使，在意大利擔任驻教廷大使長達13年，直至1991年回国，次年因心脏病突发逝世。

### 引用
1. ↑  陳儀深. . 臺北: 國立政治大學政大出版. 2022年4月. ISBN 978-626-95670-3-4.
2. ↑  .   [2009-07-25]. （原始内容存档于2009-09-18）.

### 网页
- 周书楷：退出联合国的见证人，两岸关系，周亚特[永久]